# Lily Weiding
Lily Weiding (Copenhague, 22 de octubre de 1924 – 15 de junio de 2021) fue un actriz danesa.

## Carrera cinematográfica
Apareció en más de treinta películas y programas de televisión desde 1942 hasta 2008. Protagonizó el film Be Dear to Me, que entró en la sección oficial del Festival Internacional de Cine de Berlín. 
Weiding murió el 15 de junio de 2021 a la edad de 96 años.

## Filmografía seleccionada
- Tyrannens fald (1942)
- Lady with the Light Gloves (1942)
- De kloge og vi gale (1945)
- Be Dear to Me (1957)
- Tre må man være (1959)
- Martha (1967)